# Corona (satèl·lit)

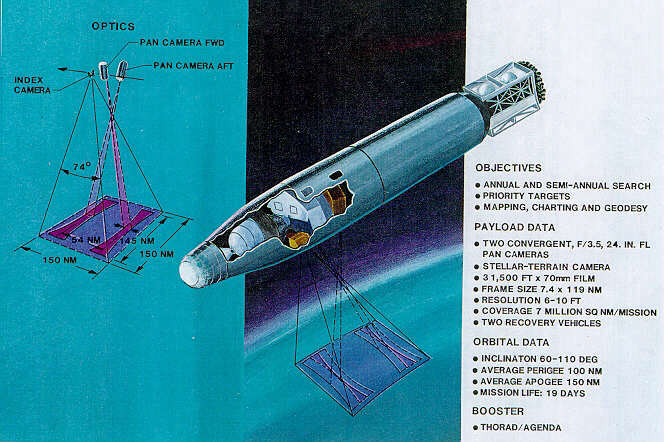
Satèl·lit Corona KH-4B

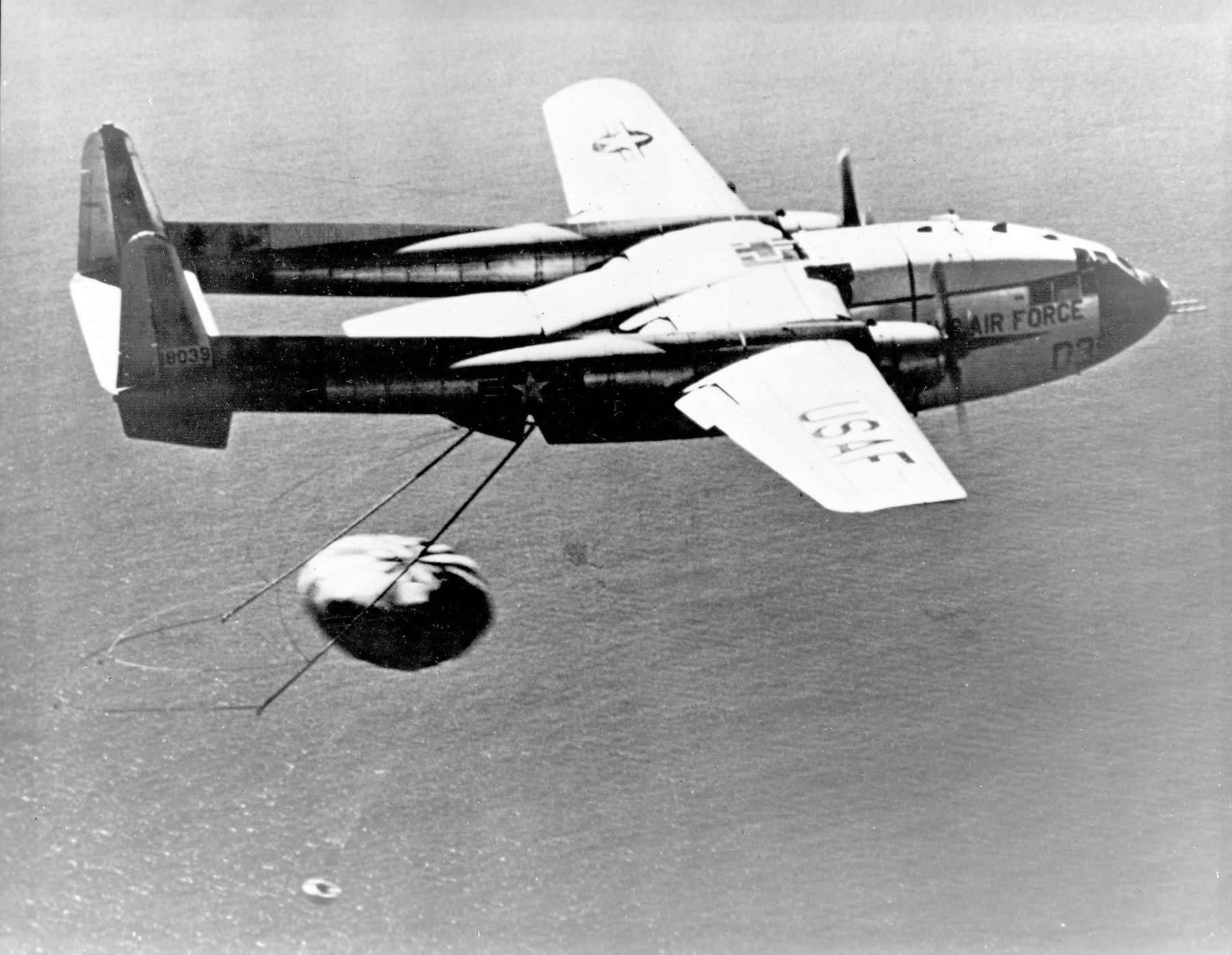
Recuperació de la càpsula de retorn Discoverer 14 (típica per a la sèrie Corona)

El programa Corona va ser una sèrie de satèl·lits de reconeixement dels Estats Units produïts i operats per la Central Intelligence Agency Directorate of Science & Technology amb una important assistència de la Força Aèria dels EUA. Els satèl·lits Corona van ser utilitzats per a la vigilància fotogràfica de la Unió Soviètica (USSR), la República Popular de la Xina, i altres zones començant en el juny de 1959 i finals de maig de 1972. El nom d'aquest programa és a vegades vist com a "CORONA", però el nom actual "Corona" era una paraula clau, no un acrònim.
Els satèl·lits Corona van ser designats KH-1, KH-2, KH-3, KH-4, KH-4A i KH-4B. De KH s'entén per "Key Hole" o "Keyhole" (Número de codi 1010), i el nombre que s'incrementa indica els canvis en la instrumentació de vigilància, com el canvi de càmeres de monopanoràmic a doblepanoràmic. El sistema de designació de "KH" va ser utilitzat per primer cop en el 1962 com a KH-4 i els números anteriors van ser afegits retroactivament. Van haver 144 satèl·lits Corona llançats, dels quals 102 van enviar fotografies utilitzables.

## Història i costos
El Corona va començar sota el nom "Discoverer" com a part del satèl·lit de reconeixement de WS-117L i el programa de protecció de la Força Aèria dels EUA en el 1956. La Força Aèria dels Estats Units va acreditar la Onizuka Air Force Station com la "lloc de naixement del programa Corona". En el maig de 1958, el Departament de Defensa va dirigir la transferència del programa WS-117L al Advanced Research Projects Agency. En el FY1958, el WS-117L va ser creat per la Força Aèria en US$108,2 milions (es va ajustar a la inflació de US$0,87 bilions en el 2025). Pel Discoverer, la Força Aèria i l'ARPA van gastar una suma combinada de US$132,3 milions en el FY1959 (es va ajustar a la inflació de US$1,05 bilions en el 2025) i US$101,2 milions en el FY1960 (es va ajustar a la inflació de US$0,8 bilions en el 2025).
El projecte Corona es va impulsar ràpidament després de l'abatiment d'un avió espia U-2 sobre la Unió Soviètica en el maig de 1960.

## Tecnologia

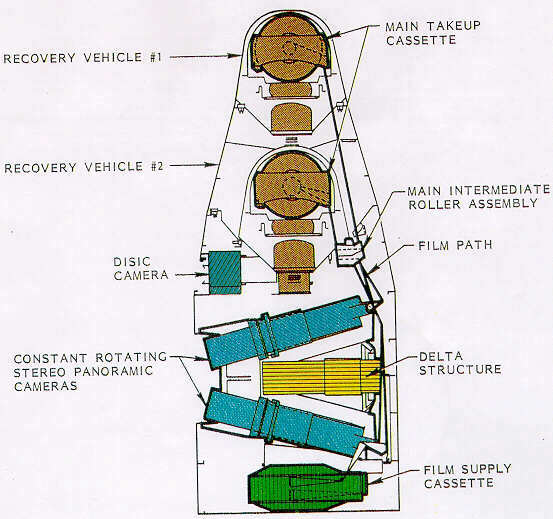
Esquema del sistema fotogràfic estereo/panoràmic de tipus "J-1" de constant rotació d'un satèl·lit de reconeixement Corona utilitzat en les missions KH-4A del 1963 al 1969.

Els satèl·lits Corona utilitzaven una càmera amb film especial de 70 mil·límetres amb una distància focal de 61 cm. Va ser fabricat per Eastman Kodak, que era inicialment en 0,0076 mm de gruix, amb una resolució de 170 línies per 1.0 mm de la pel·lícula. El contrast va ser de 2-a-1. (En comparació, la millor pel·lícula de fotografia aèria produïda en la IIa Guerra Mundial podia produir tan sols 50 lines per 1,0 mm de pel·lícula.) Aquesta pel·lícula d'acetat que va ser posteriorment substituït per una capa polièster que era més durable en l'espai exterior. La quantitat de pel·lícula transportada pels satèl·lits va variar amb el temps. Al principi, cada satèl·lit transportava 2.400 m de pel·lícula en cada càmera, en un total de 4.900 m de pel·lícula. No obstant això, una reducció en el gruix de la pel·lícula va permetre tranportar-ne més. La quantitat de pel·lícula realitzada es va duplicar (tant per la reducció del gruix de la pel·lícula i per l'addició de càpsules addicionals) pel temps de la cinquena generació del satèl·lit (els KH-5), amb 4.900 m de pel·lícula cada càmera amb un total de 9.800 m de pel·lícula. La major part de la pel·lícula era rodada en blanc i negre. La pel·lícula infraroja va ser utilitzada en la missió 1104, i la de color en les missions 1105 i 1008. La pel·lícula de color demostrava tenir una resolució més baixa, no obstant això, mai es va utilitzar de nou.
Les càmeres van sercreades per Itek Corporation. Les lents triple f/5 de 30 cm va ser dissenyades per aquest tipus de càmeres. Cada lent feia 18 cm de diàmetre. Eren molt similars a les lents Tessar desenvolupades a Alemanys per Zeiss. Les càmeres eren inicialment d'1,5 m de llarg, però després es va estendre a 2,7 m de longitud. Començant amb els satèl·lits KH-4, aquestes lents van ser substituïdes amb Petzval de f/3,5. Les lents eren panoràmiques, i es van traslladar a través a un arc perpendicular de 70° a la direcció de l'òrbita. Es va escollir una lent panoràmica perquè podia obtenir una imatge més àmplia. Encara que la millor resolució es va obtenir només en el centre de la imatge, això es podria resoldre fent que la càmera passés automàticament enrere i endavant a través d'un arc de 70°. La lent de la càmera girava constantment, per contrarestar l'efecte borrós del satèl·lit movent-se sobre el planeta.
Els primers satèl·lits Corona tenien una sola càmera, però es va aplicar ràpidament un sistema de dues càmeres. La càmera frontal s'inclinava 15° cap endavant, i la càmera posterior s'inclinava 15° a popa, de manera que es podia obtenir una imatge estereoscòpica. Més endavant en el programa, els satèl·lit utilitzaven tres càmeres. La tercera càmera es va utilitzar per prendre imatges "índex" dels objectes que es filmaven estereogràficament. El sistema de càmera J-3, utilitzat per primera vegada en el 1967, es col·locava la càmera en un tambor. Aquesta "càmera rotatoria" (o tambor) que es movia endavant i enrere, eliminava la necessitat de moure la càmera en si mateixa en un mecanisme de moviment alternatiu. El tambor permetia l'ús de fins a dos filtres i fins a quatre ajustos d'exposició diferents, millorant en gran manera la variabilitat de les imatges que els Corona podien prendre. Les primeres càmeres podria realitzar imatges en detall a terra fins a 12 m de diàmetre. Les millores en el sistema d'imatges van ser ràpides, i les missions KH-3 podien veure objectes de 3 m de diàmetre. Les missions posteriors eren capaces de resoldre objectes de només 1,5 m de diàmetre. Una sola missió es va completar amb una resolució de 0,30 m però el limitat camp de visió es va determinar que era perjudicial per a la missió. La resolució de 0,91 m es va comprovar que era la resolució òptima per a la qualitat de la imatge i el camp de visió.
Les missions inicials Corona van patir de misterioses formes de pols i línies brillants que apareixien irregularment en la pel·lícula retornada. Eventualment, un equip de científics i enginyers del projecte i de l'acadèmia (entre ells Luis Alvarez, Sidney Beldner, Malvin Ruderman, i Sidney Drell) van determinar que les descàrregues electroestàtiques (anomenat efecte corona) van ser causats per alguns dels components de les càmeres estaven exposant la pel·lícula. Les mesures correctives inclouen una millor presa de terra dels components, millors rodets de pel·lícula que no generaven electricitat estàtica, millors controls de temperatura, i un ambient intern més net. Tot i que es van introduir millores per reduir l'efecte corona, la solució final va ser carregar les llaunes de la pel·lícula amb una càrrega completa de la pel·lícula, alimentant la pel·lícula verge a través de la càmera sobre la bobina de recollida sense exposició. Aquesta pel·lícula no exposada es va processar a continuació i examinar pel Corona. Si no es troba o la corona era observada dins dels nivells acceptables, els pots van ser certificats per al seu ús i es va carregar amb una pel·lícula fresca per a la missió.

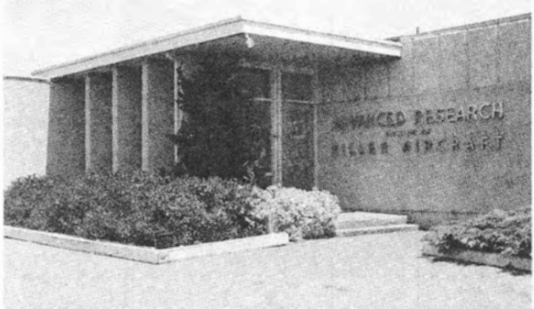
Edifici dels "projectes avançats" del Lockheed al Hiller Aircraft de Menlo Park, Califòrnia.

Els primers satèl·lits del programa van orbitar a altituds de 160 km per sobre la superfície de la Terra, encara que les missions posteriors van orbitar encara més baix, en 121 km). En un principi, els satèl·lits Corona van ser dissenyats per girar al llarg del seu eix principal, de manera que el satèl·lit es mantingui estable. Les càmeres prendrien fotografies només quan apuntessin a la Terra. La companyia de càmeres Itek, no obstant això, va proposar estabilitzar el satèl·lit al llarg dels tres eixos per mantenir les càmeres fixes apuntant a la Terra. Començant amb la versió KH-3 del satèl·lit, una càmera d'horitzó va prendre imatges de diverses punts principals. Un sensor va ser utilitzat en els coets propulsors laterals del satèl·lit per alinear el coet amb aquests "punts índexs", de manera que s'alineava correctament amb la Terra i les càmeres apuntaven en la direcció correcta. Començant en el 1967, van ser utilitzades dues càmeres d'horitzó. Aquest sistema va ser conegut com a Dual Improved Stellar Index Camera (DISIC).
La pel·lícula es recuperava de l'òrbita a través d'una càpsula de reentrada (anomenat "bucket"), dissenyat per General Electric, que se separava del satèl·lit i queia cap a la Terra. Després de la intensa calor generada en la reentrada, l'escut tèrmic que envolta el vehicle és explusat a 18 km i es desplega el paracaigudes. La càpsula és destinada a ser atrapada en l'aire per un avió que hi passa amb una arpa de remolc en l'aire que després s'hissa a bord, o pot caure al mar. La sal a la base es dissoldria després de dos dies, permetent que la càpsula s'enfonsés si no fos recollit per la Marina dels Estats Units. Després que la Reuters va informar d'un aterratge accidental del vehicle de reentrada i descobert per pagesos veneçolans a mitjans de 1964, les càpsules ja no estaven etiquetades com a "Secret" però va oferir una recompensa en vuit idiomes per al seu retorn als Estats Units. Començant amb el número de vol 69, es va emprar un sistema de dues càpsules. Això també va permetre el satèl·lit per entrar en mode passiu (o "zombie"), apagant-se durant un màxim de 21 dies abans que es torni a fer imatges. Començant en el 1963, una altra millora va ser el "Lifeboat", un sistema alimentat per bateria que permetia l'ejecció i la recuperació de la càpsula en el cas que fallés l'energia. La pel·lícula era processada a la planta Hawkeye d'Eastman Kodak a Rochester, Nova York.
Els Corona van ser llançats per coets Thor-Agena, que utilitzaven un primer tram Thor i un impulsador Agena (que serveix com la segona etapa del coet per aixecar el Corona en òrbita). Amb l'aplicació del sistem fotogràfic J-1 en el 1963, es va utilitzar el coet Thorad com a primer tram, donant lloc a grans millores en la fiabilitat del llançament. Més tard, els llançaments es van fer utilitzant el Thrust Augmented Thor (TAT). Els coets maniobrables es van afegir també als satèl·lits començant en el 1963. Aquests eren diferents que els propulsors estabilitzadors de l'actitud que eren incorporats al principi del programa. Els Corona van orbitar en òrbites baixes per millorar la resolució del seu sistema de càmeres. Però el perigeu (el punt més baix de l'òrbita), els Corona patien d'arrossegament de l'atmosfera de la Terra. En aquella època, això podria causar el seu decaïment de l'òrbita i forçar el satèl·lit a tornar a entrar a l'atmosfera prematurament. Els coets de maniobra es van dissenyar per impulsar els Corona en una òrbita més alta, i allargar el temps de missió, fins i tot si s'utilitzaven perigeus baixes. Per al seu ús en situacions de crisi inesperades, la National Reconnaissance Office (NRO) va mentenir un Corona en estat "R-7", és a dir llest per al seu llançament en set dies. A l'estiu de 1965, la NRO podia mantenir els Corona per al seu llançament en un dia.
L'obtenció i el manteniment de satèl·lits Corona va ser destionat pel Central Intelligence Agency, que va realitzar ajustos de cobertura de l'abril de 1958 a 1969 per accedir a la planta de Palo Alto (Califòrnia) de Hiller Helicopter Corporation per a la producció. En aquestes instal·lacions, el segon tram del coet Agena, les càmeres, rollets de pel·lícula, i la càpsula de reentrada van ser muntats i provats abans de l'embarcament al Vandenberg Air Force Base. En el 1969, les tasques de muntatge es van traslladar a les instal·lacions de Lockheed a Sunnyvale, Califòrnia. (La NRO estava preocupada, ja que es podia eliminar el Corona, els tècnics experts estaven preocupats pels seus llocs de treball per la sortida del programa. El pas a Sunnyvale va assegurar que el personal prou capacitat estaria disponible.)
Les decisions respecte sobre els objectius a fotografiar van ser realitzdes pel Corona Target Program. Els satèl·lits Corona van ser situats en òrbites polars. Aquest programa, gestionat per un ordinador de bord, va ser programat per operar les càmeres basades en objectius d'intel·ligència per obtenir imatges, el clima, l'estat operacional del satèl·lit, i quines imatges ja s'havien capturat. El control de terra dels satèl·lits Corona va ser conduït originalment pel Stanford Industrial Park, un parc industrial a Page Mill Road de Palo Alto, Califòrnia. Més tard es va traslladar a la Sunnyvale Air Force Base prop de Sunnyvale, Califòrnia.

### Llançaments dels Corona per configuració
Més avall hi ha una llista de llançaments dels Corona, realitzada per la United States Geological Survey. Aquesta llista en taula inclou la designació del govern de cada tipus de satèl·lit (C, C-prime, J-1, etc.), la resolució de la càmera, i una descripció del seu sistema fotogràfic.
| Període             | No.   | Nom                               | Resolució | Notes | Nombre                         |
| ------------------- | ----- | --------------------------------- | --------- | --- | ------------------------------ |
| Juny 1959– Set 1960 | KH-1  | "Corona", C                       | 7,5 m     | Primera sèrie dels satèl·lits espia d'imatgeria americans. Cada satèl·lit transportava una sola càmera panoràmica i un sol vehicle de retorn. | 10 sistemes; 1 recuperació.    |
| Oct 1960– Oct 1961  | KH-2  | Corona', C' (o "C-prime")*        | 7,5 m     | Una sola càmera panoràmica i un sol vehicle de retorn.                                                                                        | 7 sistemes; 4 recuperacions.   |
| Ago 1961– Gen 1962  | KH-3  | Corona‴, C‴ (o "C-triple-prime")* | 7,5 m     | Una sola càmera panoràmica i un sol vehicle de retorn.                                                                                        | 9 sistemes; 5 recuperacions.   |
| Feb 1962- Des 1963  | KH-4  | Corona-M, Mural                   | 7,5 m     | Retorn de pel·lícula. Dos càmeres panoràmiques.                                                                                               | 26 sistemes; 20 recuperacions. |
| Ago 1963- Oct 1969  | KH-4A | Corona J-1                        | 2,75 m    | Retorn de pel·lícula amb dos vehicles de reentrada i dos càmeres panoràmiques. Gran quantitat d'imatges.                                      | 52 sistemes; 94 recuperacions. |
| Set 1967- Maig 1972 | KH-4B | Corona J-3                        | 1,8 m     | Retorn de la pel·lícula amb dos vehicles de reentrada i dos càmeres rotatòries panoramiques.                                                  | 17 sistemes; 32 recuperacions. |
| Feb 1961- Ago 1964  | KH-5  | Argon                             | 140 m     | Missions de creació de mapes a baixa resolució; una càmera de fotograma únic.                                                                 | 12 sistemes; 5 recuperacions.  |
| Mar 1963- Jul 1963  | KH-6  | Lanyard                           | 1,8 m     | Càmera experimental en un programa de curta durada.                                                                                           | 3 sistemes; 2 recuperacions.   |

* (Les marques de citació són designacions originals de les primeres tres generacions de càmeres.)

## Discoverer

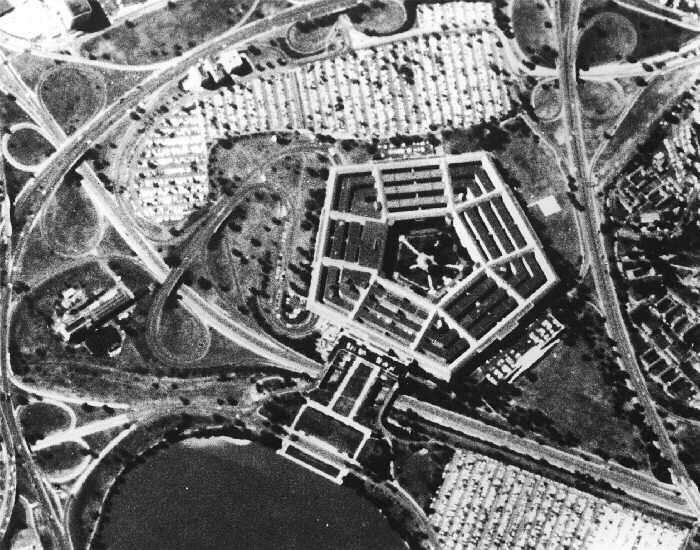
Imatge de El Pentàgon realitzada pel Corona, 25 Set 1967

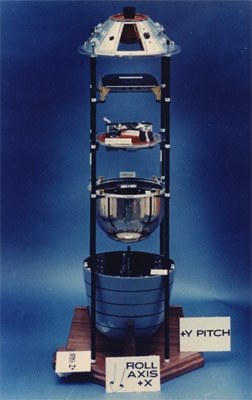
Càrrega útil del pot de pel·lícula del Corona

La primera dotzena o més dels satèl·lits Corona i els seus llançaments es van barrejar amb desinformació com a part d'un programa de desenvolupament de tecnologia espacial anomenat programa Discoverer. Les primeres proves de llançament del Corona/Discoverer es van dur a terme a principis de 1959. La càpsula del Discoverer 2 podria haver estat recuperada pels soviètics, després d'aterrar a l'Illa Spitsbergen.
El primer llançament del Corona que contenia una càmera va ser llançat el juny de 1959 amb el nom encobert Discoverer 4. Va ser un satèl·lit de 750 quilogram llançat per un coet Thor-Agena.
La càpsula de retorn de la missió Discoverer 13, que va ser llançada el 10 d'agost de 1960, va ser recuperat amb èxit l'endemà. Va ser el primer cop que un objecte fou recuperat amb èxit de l'òrbita. Després de la missió Discoverer 14, llançada el 18 d'agost de 1960, la seva càpsula amb la pel·lícula va ser recuperada dos dies després per un avió de càrrega C-119 Flying Boxcar. Aquest va ser el primer retorn amb èxit de pel·lícula fotogràfica de l'òrbita. En comparació, el Spútnik 5 va ser llançat a l'òrbita el 19 d'agost de 1960, un dia després del llançament del Discoverer 14. El Spútnik 5 va ser un biosatèl·lit que va col·locar en òrbita dos gossos, la Belka i Strelka, i després de manera segura se'ls va tornar a la Terra.
Almenys dos llançaments dels Discoverers van ser utilitzats per provar satèl·lits pel Missile Defense Alarm System (MIDAS), un primerenc programa de detecció de llançament de míssils que utilitzava càmeres per infraroig per detectar els senyals tèrmics de coets llançant-se a l'òrbita.
La càpsula de pel·lícula del Corona va ser més tard adaptat pel satèl·lit KH-7 GAMBIT, que prenia fotografies de més resolució.
L'últim llançament sota el nom encobert Discoverer va ser amb el Discoverer 38 el 26 de febrer de 1962. La càpsula va ser recuperada amb èxit en ple descens durant la seva 65a òrbita (la 13a recuperació d'una càpsula; la novena en l'aire). Arran d'aquest últim ús sota nom Discoverer, els llançaments restants dels satèl·lits Corona van romandre complement en top secret. l'últim llançament dels Corona va ser en el 25 de maig de 1972. El projecte va ser abandonat després que un submarí de la Marina Soviètica fos detectat esperant la recuperació en l'aire d'un Corona en l'oceà Pacífic. La millor seqüència de les missions Corona va ser del 1966 al 1971, quan va haver 32 missions consecutives amb èxit, incloent recuperacions de pel·lícules.

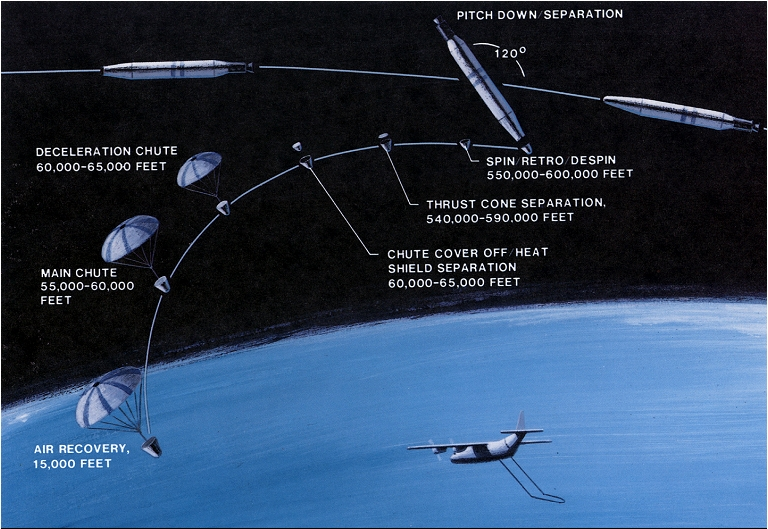
Maniobra de recuperació de la càpsula del Corona

Hi va haver un programa alternatiu al Corona anomenat SAMOS. Aquest programa incloïa diversos tipus de satèl·lit que utilitzaven un mètode fotogràfic diferent.Això va implicar la captura d'una imatge sobre una pel·lícula fotogràfica, desenvolupant la pel·lícula a bord del satèl·lit i després escanejar la imatge electrònicament. Aquesta imatge era llavors transmitida a través de telemetria a les estacions terrestres. Els programes de satèl·lit Samos E-1 i E-2 utilitzaven aquest sistema, però no van ser capaços de prendre un nombre d'imatges molt nombroses i llavors transmetre-les a les estacions de terra cada dia. Dues versions posteriors del programa Samos, com l'E-5 i E-6, utilitzaven el mètode de càpsula de retorn, però cap d'aquests programes van dur a terme qualsevol missió amb èxit.

## Subsatèl·lits ELINT
Nous de les missions KH-4A i KH-4B van incloure subsatèl·lits ELINT, que van ser llançats a una òrbita superior.

## Desclassificació
El programa Corona va ser oficialment classificat com a top secret fins al 1992. Llavors, el 22 de febrer de 1995, les fotografies preses pels satèl·lits Corona, i també els dos programes contemporanis (Argon i KH-6 Lanyard) van ser desclassificats sota una Ordre Executiva signada pel president Bill Clinton. La revisió posterior per part d'experts fotogràfics dels "sistemes de retorn de càpsules obsolets d'àmplies zones com els Corona" per ordre del president Clinton que va portar a la desclassificació en el 2002 de les fotos de les càmeres de baixa resolució del KH-7 i el KH-9.
La imatgeria desclassificada des de llavors ha estat utilitzada per un equip de científics de la Australian National University per localitzar i explorar llocs antics habitats, fàbriques de ceràmica, tombes megalítiques, i restes arqueològiques paleolítiques en el nord de Síria.
El "Projecte d'Atlas Digital de l'Orient Mitjà CORONA" conté un gran nombre d'imatges del KH-4B on els usuaris poden veure i descarregar imatges especialment corregides.

## Llançaments
| Núm. Missió | Nom encobert  | Data Llançament | Núm. ID del NSSDC | Nom Alt.     | Càmera | Notes |
| ----------- | ------------- | --------------- | ----------------- | ------------ | ------ | --- |
| R&D         | Discoverer    | 21 Gen 1959     | 1959-E01          | 1959-E01     | cap    | Missió fracassada. No va assolir l'òrbita |
| R&D         | Discoverer 1  | 28 Feb 1959     | 1959-002A         | 1959 BET     | cap    | Primer objecte en òrbita polar |
| R&D         | Discoverer 2  | 13 Abr 1959     | 1959-003A         | 1959 GAM     | cap    | Primer satèl·lit estabilitat de tres eixos; va fallar la recuperació de la càpsula |
| R&D         | Discoverer 3  | 03 Jun 1959     | DISCOV3           | 1959-F02     | cap    | No va assolir l'òrbita |
| 9001        | Discoverer 4  | 25 Jun 1959     | DISC4             | 1959-U01     | KH-1   | Missió fracassada. No va assolir l'òrbita. |
| 9002        | Discoverer 5  | 13 Ago 1959     | 1959-005A         | 1959 EPS 1   | KH-1   | Missió fracassada. Problema d'alimentació elèctrica. Sense recuperació. |
| 9003        | Discoverer 6  | 19 Ago 1959     | 1959-006A         | 1959 ZET     | KH-1   | Missió fracassada. Els retrocoets van fallar fent impossible la recuperació. |
| 9004        | Discoverer 7  | 07 Nov 1959     | 1959-010A         | 1959 KAP     | KH-1   | Missió fracassada. No va assolir l'òrbita. |
| 9005        | Discoverer 8  | 20 Nov 1959     | 1959-011A         | 1959 LAM     | KH-1   | Missió fracassada. Òrbita excèntrica fent impossible la recuperació. |
| 9006        | Discoverer 9  | 04 Feb 1960     | DiSC9             | 1960-F01     | KH-1   | Missió fracassada. No va assolir l'òrbita. |
| 9007        | Discoverer 10 | 19 Feb 1960     | DISC10            | 1960-F02     | KH-1   | Missió fracassada. Destruït just després del seu llançament a causa de l'actitud erràtica. |
| 9008        | Discoverer 11 | 15 Abr 1960     | 1960-004A         | 1960 DEL     | KH-1   | Missió fracassada. El sistema de control d'actitud no va funciona bé. |
| R&D         | Discoverer 12 | 29 Jun 1960     | DISC12            | 1960-F08     | cap    | No va assolir l'òrbita |
| R&D         | Discoverer 13 | 10 Ago 1960     | 1960-008A         | 1960 THE     | cap    | Es va provar el sistema de recuperació de càpsula; primera captura amb èxit. |
| 9009        | Discoverer 14 | 18 Ago 1960     | 1960-010A         | 1960 KAP     | KH-1   | Primera recuperació amb èxit del IMINT de l'espai. Les càmeres van operar satisfactòriament. |
| 9010        | Discoverer 15 | 13 Set 1960     | 1960-012A         | 1960 MU      | KH-1   | Missió fracassada. Es va assolir l'òrbita amb èxit. La càpsula es va enfonsar abans de la recuperació. |
| 9011        | Discoverer 16 | 26 Oct 1960     | 1960-F15          | 1960-F15     | KH-2   | Missió fracassada. El satèl·lit va fallar en separar-se de l'impulsador. No va assolir l'òrbita. |
| 9012        | Discoverer 17 | 12 Nov 1960     | 1960-015A         | 1960 OMI     | KH-2   | Missió fracassada. Va assolir l'òrbita amb èxit. La pel·lícula es va separar abans de realitzar qualsevol operació fotogràfica deixant només 0,52 m de pel·lícula en la càpsula. |
| 9013        | Discoverer 18 | 07 Des 1960     | 1960-018A         | 1960 SIG     | KH-2   | Primera missió amb èxit utilitzant el sistema fotogràfic KH-2. |
| RM-1        | Discoverer 19 | 20 Des 1960     | 1960-019A         | 1960 TAU     | cap    | Prova del sistema de detecció de míssils Midas |
| 9014A       | Discoverer 20 | 17 Feb 1961     | 1961-005A         | 1961 EPS 1   | KH-5   | Vegeu KH-5 |
| RM-2        | Discoverer 21 | 18 Feb 1961     | 1961-006A         | 1961 ZET     | cap    | Prova de motor de coet reiniciable |
| 9015        | Discoverer 22 | 30 Mar 1961     | DISC22            | 1961-F02     | KH-2   | Missió fracassada. La segona etapa va fallar en obtenir la velocitat orbital. |
| 9016A       | Discoverer 23 | 08 Abr 1961     | 1961-011A         | 1961 LAM 1   | KH-5   | Vegeu KH-5 |
| 9018A       | Discoverer 24 | 16 Jun 1961     | DISC24            | 1961-F05     | KH-5   | Vegeu KH-5 |
| 9017        | Discoverer 25 | 16 Jun 1961     | 1961-014A         | 1961 XI 1    | KH-2   | Es va recuperar la càpsula de l'aigua en la 32a òrbita. Ratlles en tota pel·lícula. |
| 9019        | Discoverer 26 | 07 Jul 1961     | 1961-016A         | 1961 PI      | KH-2   | La càmera principal va fallar en la passada 22. |
| 9020A       | Discoverer 27 | 21 Jul 1961     | DISC27            | 1961-F07     | KH-5   | Vegeu KH-5 |
| 9021        | Discoverer 28 | 03 Ago 1961     | DISC28            | 1961-F08     | KH-2   | Missió fracassada. Sense orbitar. Sistema de guia del satèl·lit va fallar. |
| 9022        | Discoverer 30 | 12 Set 1961     | 1961-024A         | 1961 OME 1   | KH-3   | Millor missió. Amb fora de focus com a condició en 9023. |
| 9023        | Discoverer 29 | 30 Ago 1961     | 1961-023A         | 1961 PSI     | KH-3   | Primer ús del sistema fotogràfic KH-3. Tots els frames desenfocats. |
| 9024        | Discoverer 31 | 17 Set 1961     | 1961-026A         | 1961 A BET   | KH-3   | Missió fracassada. Error d'energia i pèrdua de control en l'òrbita 33. No es va recuperar la càpsul. |
| 9025        | Discoverer 32 | 13 Oct 1961     | 1961-027A         | 1961 A GAM 1 | KH-3   | La càpsula va ser recuperada en l'òrbita 18. El 96% de la pel·lícula desenfocat. |
| 9026        | Discoverer 33 | 23 Oct 1961     | DISC33            | 1961-F10     | KH-3   | Missió fracassada. El satèl·litva fallar en separar-se de l'impulsador Thor. No va arribar a orbitar |
| 9027        | Discoverer 34 | 05 Nov 1961     | 1961-029A         | 1961 A EPS 1 | KH-3   | Missió fracassada. Un angle de llançament incorrecte va resultar en una òrbita extrema. La vàlvula de gas va fallar |
| 9028        | Discoverer 35 | 15 Nov 1961     | 1961-030A         | 1961 A ZET 1 | KH-3   | Totes les càmeres van operar satisfactòriament. Es va observar una emulsió granulada. |
| 9029        | Discoverer 36 | 12 Des 1961     | 1961-034A         | 1961 A KAP 1 | KH-3   | Millor missió fins a la data. El llançament va transportar el OSCAR 1 a l'òrbita. |
| 9030        | Discoverer 37 | 13 Gen 1962     | DISC37            | 1962-F01     | KH-3   | Missió fracassada. No va arribar a orbitar |
| 9031        | Discoverer 38 | 27 Feb 1962     | 1962-005A         | 1962 EPS 1   | KH-4   | Primera missió de la sèrie KH-4. La major part de la pel·lícula es va quedar lleugerament fora de focus. |
| 9032        | Discoverer 39 | 18 Abr 1962     | 1962-011A         | 1962 LAM 1   | KH-4   | Millor missió fins a la data. |
| 9033        | FTV 1125      | 28 Abr 1962     | 1962-017A         | 1962 RHO 1   | KH-4   | Missió fracassada. L'ejector del paracaigudes va esquivarParachute ejector es va enredar amb la coberta del contenidor del paracaigudes. Sense recuperació. |
| 9034A       | FTV 1126      | 15 Mai 1962     | 1962-018A         | 1962 SIG 1   | KH-5   | Vegeu KH-5 |
| 9035        | FTV 1128      | 30 Mai 1962     | 1962-021A         | 1962 PHI 1   | KH-4   | Lleu efecte corona estàtic a la pel·lícula. |
| 9036        | FTV 1127      | 02 Jun 1962     | 1962-022A         | 1962 CHI 1   | KH-4   | Missió fracassada durant la captura d'aire. El llançament va transportar el OSCAR 2 a l'òrbita. |
| 9037        | FTV 1129      | 23 Jun 1962     | 1962-026A         | 1962 A BET   | KH-4   | Es produeix l'efecte corona estàtic en part de la pel·lícula. |
| 9038        | FTV 1151      | 28 Jun 1962     | 1962-027A         | 1962 A GAM   | KH-4   | Efecte corona greu. |
| 9039        | FTV 1130      | 21 Jul 1962     | 1962-031A         | 1962 A ETA   | KH-4   | Es va avortar després de sis passades fotogràfiques. Efecte corona i boira radiactiva intensa. |
| 9040        | FTV 1131      | 28 Jul 1962     | 1962-032A         | 1962 A THE   | KH-4   | Cap filtre en les càmeres esclaves d'horitzó. Efecte corona i boira radiactiva intensa. |
| 9041        | FTV 1152      | 02 Ago 1962     | 1962-034A         | 1962 A KAP 1 | KH-4   | Efecte corona i boira radiactiva intensa. |
| 9042A       | FTV 1132      | 01 Set 1962     | 1962-044A         | 1962 A UPS   | KH-5   | Vegeu KH-5 |
| 9043        | FTV 1133      | 17 Set 1962     | 1962-046A         | 1962 A CHI   | KH-4   | Situat en una alta òrbita excèntrica (207 km x 670 km), la càspula va caure després d'un dia, la pel·lícula va patir d'una boira de radiació severa a causa de l'encreuament del SAA |
| 9044        | FTV 1153      | 29 Ago 1962     | 1962-042A         | 1962 A SIG   | KH-4   | Actitud erràtica vehicle. Boira de radiació mínima. |
| 9045        | FTV 1154      | 29 Set 1962     | 1962-050A         | 1962 B BET   | KH-4   | Primer ús de la càmera estel·lar |
| 9046A       | FTV 1134      | 09 Oct 1962     | 1962-053A         | 1962 B EPS   | KH-5   | Vegeu KH-5 |
| 9047        | FTV 1136      | 05 Nov 1962     | 1962-063A         | 1962 B OMI   | KH-4   | La comporta de la càmera no va funcionar bé |
| 9048        | FTV 1135      | 24 Nov 1962     | 1962-065A         | 1962 B RHO   | KH-4   | Part de la pel·lícula va quedar exposada per la base. |
| 9049        | FTV 1155      | 04 Des 1962     | 1962-066A         | 1962 B SIG   | KH-4   | Missió fracassada. Durant la captura en l'aire |
| 9050        | FTV 1156      | 14 Des 1962     | 1962-069A         | 1962 B PHI   | KH-4   | Millor missió fins ara. |
| 9051        | OPS 0048      | 07 Gen 1963     | 1963-002A         | 1963-002A    | KH-4   | Actitud erràtica vehicle. No es va crear l'efemèrides dels frames. |
| 9052        | OPS 0583      | 28 Feb 1963     | 1963-F02          | 1963-F02     | KH-4   | Missió fracassada. Destruït per un oficial del rang de seguretat |
| 9053        | OPS 0720      | 01 Abr 1963     | 1963-007A         | 1963-007A    | KH-4   | Millors imatges fins ara. |
| 9054        | OPS 0954      | 12 Jun 1963     | 1963-019A         | 1963-019A    | KH-4   | Algunes imatges van quedar seriosament afectades pel corona. |
| 9055A       | OPS 1008      | 26 Abr 1963     | 1963-F07          | 1963-F07     | KH-5   | Vegeu KH-5 |
| 9056        | OPS 0999      | 26 Jun 1963     | 1963-025A         | 1963-025A    | KH-4   | Transportava una càmera experimental. La pel·lícula va ser afectada per fuites de llum. |
| 9057        | OPS 1266      | 19 Jul 1963     | 1963-029A         | 1963-029A    | KH-4   | Millor missió fins ara. |
| 9058A       | OPS 1561      | 29 Ago 1963     | 1963-035A         | 1963-035A    | KH-5   | Vegeu KH-5 |
| 9059A       | OPS 2437      | 29 Oct 1963     | 1963-042A         | 1963-042A    | KH-5   | Vegeu KH-5 |
| 9060        | OPS 2268      | 09 Nov 1963     | 1963-F14          | 1963-F14     | KH-4   | Missió fracassada. No va arribar a orbitar |
| 9061        | OPS 2260      | 27 Nov 1963     | 1963-048A         | 1963-048A    | KH-4   | Missió fracassada. La càpsula de retorn es va separar del satèl·lit però va romandre a l'òrbita. |
| 9062        | OPS 1388      | 21 Des 1963     | 1963-055A         | 1963-055A    | KH-4   | La corona estàtica va entelar molt la pel·lícula. |
| 9065A       | OPS 2739      | 21 Ago 1964     | 1964-048A         | 1964-048A    | KH-5   | Vegeu KH-5 |
| 9066A       | OPS 3236      | 13 Jun 1964     | 1964-030A         | 1964-030A    | KH-5   | Vegeu KH-5 |
| 1001        | OPS 1419      | 24 Ago 1963     | 1963-034A         | 1963-034A    | KH-4A  | Primera missió del KH-4A. Part de la pel·lícula va ser entelada. Hi havia dos rollets però el 1001-2 mai va ser recuperat. |
| 1002        | OPS 1353      | 23 Set 1963     | 1963-037A         | 1963-037A    | KH-4A  | Greus fuites de llum |
| 1003        | OPS 3467      | 24 Mar 1964     | 1964-F04          | 1964-F04     | KH-4A  | Missió fracassada. El sistema d'orientació va fallar No va arribar a orbitar |
| 1004        | OPS 3444      | 15 Feb 1964     | 1964-008A         | 1964-008A    | KH-4A  | Les càmeres principals van operar satisfactòriament. Degradacions menors a causa de fuites estàtiques i llum. |
| 1005        | OPS 2921      | 27 Abr 1964     | 1964-022A         | 1964-022A    | KH-4A  | Missió fracassada. El vehicle de recuperació va impactar a Veneçuela. |
| 1006        | OPS 3483      | 04 Jun 1964     | 1964-027A         | 1964-027A    | KH-4A  | La més alta qualitat d'imatges assolida fins ara del sistema KH-4. |
| 1007        | OPS 3754      | 19 Jun 1964     | 1964-032A         | 1964-032A    | KH-4A  | Desenfocat en part de la pel·lícula |
| 1008        | OPS 3491      | 10 Jun 1964     | 1964-037A         | 1964-037A    | KH-4A  | Les càmeres van operar satisfactòriament |
| 1009        | OPS 3042      | 05 Aug 1964     | 1964-043A         | 1964-043A    | KH-4A  | Les càmeres van operar satisfactòriament. |
| 1010        | OPS 3497      | 14 Set 1964     | 1964-056A         | 1964-056A    | KH-4A  | Petites zones desenfocades en ambdues càmeres a temps aleatoris durant la missió. |
| 1011        | OPS 3333      | 05 Oct 1964     | 1964-061A         | 1964-061A    | KH-4A  | El mode principal de la recuperació va fallar en la segona part de la missió (1011-2). Petites zones desenfocades aleatòriament en ambdues càmeres. |
| 1012        | OPS 3559      | 17 Oct 1964     | 1964-067A         | 1964-067A    | KH-4A  | L'actitud del vehicle va arribar de manera erràtica en la segona porció de la missió fent falta una recuperació abans d'hora. |
| 1013        | OPS 5434      | 02 Nov 1964     | 1964-071A         | 1964-071A    | KH-4A  | Una anomalia en el program va tenir lloc immediatament després de llançament quan ambdues càmeres van operar durant 417 frames. Les càmeres principals van deixar d'operar en la revolució 52D de la primera porció de la missió impedint la segona porció. Sobre el 65% de pel·lícula de la càmera de popa està desenfocada. |
| 1014        | OPS 3360      | 18 Nov 1964     | 1964-075A         | 1964-075A    | KH-4A  | Les càmeres van operar satisfactòriament. |
| 1015        | OPS 3358      | 19 Des 1964     | 1964-085A         | 1964-085A    | KH-4A  | Les discrepàncies en la cobertura prevista i efectiva a causa dels problemes de telemetria durant les primeres 6 revolucions. Petites zones desenfocades de la pel·lícula de la càmera de popa. |
| 1016        | OPS 3928      | 15 Gen 1965     | 1965-002A         | 1965-002A    | KH-4A  | Taques d'imatges molt reflectores causa de les reflexions dins de la càmera. |
| 1017        | OPS 4782      | 25 Feb 1965     | 1965-013A         | 1965-013A    | KH-4A  | Limitació pel mal funcionament de l'obturador produint-se durant les últimes 5 passades de la missió. |
| 1018        | OPS 4803      | 25 Mar 1965     | 1965-026A         | 1965-026A    | KH-4A  | Les càmeres van operar satisfactòriament. Primer sistema de reconeixement KH-4A en ser llançat en òrbita retrògrada. |
| 1019        | OPS 5023      | 29 Abr 1965     | 1965-033A         | 1965-033A    | KH-4A  | Les càmeres van operar satisfactòriament. Mal funcionament en el mode de recuperació en el 1019-2 van impedir la recuperació. |
| 1020        | OPS 8425      | 09 Jun 1965     | 1965-045A         | 1965-045A    | KH-4A  | Totes les càmeres van operar satisfactòriament. L'actitud erràtica va causar una recuperació prematura després del segon dia del 1020-2. |
| 1021        | OPS 8431      | 18 Mai 1965     | 1965-037A         | 1965-037A    | KH-4A  | La càmera de popa va deixar d'operar en la passada 102. |
| 1022        | OPS 5543      | 19 Jun 1965     | 1965-057A         | 1965-057A    | KH-4A  | Totes les càmeres van operar satisfactòriament. |
| 1023        | OPS 7208      | 17 Ago 1965     | 1965-067A         | 1965-067A    | KH-4A  | Anomalia en el programa causant que la càmera de proa deixés d'operar durant les revolucions 103-132. |
| 1024        | OPS 7221      | 22 Set 1965     | 1965-074A         | 1965-074A    | KH-4A  | Totes les càmeres van operar satisfactòriament. Les càmeres no van operar en les passades 88D-93D. |
| 1025        | OPS 5325      | 05 Oct 1965     | 1965-079A         | 1965-079A    | KH-4A  | Les càmeres principals van operar satisfactòriament. |
| 1026        | OPS 2155      | 28 Oct 1965     | 1965-086A         | 1965-086A    | KH-4A  | Totes les càmeres van operar satisfactòriament. |
| 1027        | OPS 7249      | 09 Des 1965     | 1965-102A         | 1965-102A    | KH-4A  | L'actitud erràtica va forçar la recuperació prematura en dos dies d'operació. Totes les càmeres van operar satisfactòriament. |
| 1028        | OPS 4639      | 24 Des 1965     | 1965-110A         | 1965-110A    | KH-4A  | Les càmeres van operar satisfactòriament. |
| 1029        | OPS 7291      | 02 Feb 1966     | 1966-007A         | 1966-007A    | KH-4A  | Ambdues càmeres panoràmiques estaven en funcionament en tot moment. |
| 1030        | OPS 3488      | 09 Mar 1966     | 1966-018A         | 1966-018A    | KH-4A  | Totes les càmeres van operar satisfactòriament. |
| 1031        | OPS 1612      | 07 Abr 1966     | 1966-029A         | 1966-029A    | KH-4A  | La càmera del darrere no va funcionar bé després de la recuperació del bucket 1. Cap material es va rebre en el bucket 2 (1031-2). |
| 1032        | OPS 1508      | 3 Mai 1966      | 1966-F05A         | 1966-F05     | KH-4A  | Missió fracassada. El vehicle no va assolir l'òrbita. |
| 1033        | OPS 1778      | 24 Mai 1966     | 1966-042A         | 1966-042A    | KH-4A  | L'obturador de la càmera estel·lar del bucket 2 es va mantenir oberta durant aproximadament 200 frames. |
| 1034        | OPS 1599      | 21 Jun 1966     | 1966-055A         | 1966-055A    | KH-4A  | La manca de programador de velocitat d'altitud va produir imatges dolentes després de la revolució 5. |
| 1035        | OPS 1703      | 20 Set 1966     | 1966-085A         | 1966-085A    | KH-4A  | Totes les càmeres van operar satisfactòriament. Primera missió que va volar amb la modificació de la geometria panoràmica. |
| 1036        | OPS 1545      | 09 Ago 1966     | 1966-072A         | 1966-072A    | KH-4A  | Totes les càmeres van operar satisfactòriament. |
| 1037        | OPS 1866      | 08 Nov 1966     | 1966-102A         | 1966-102A    | KH-4A  | Segona missió de geometria panoràmica. Més alt que la base normal de boira trobada en ambdós registres de la càmera principal. |
| 1038        | OPS 1664      | 14 Gen 1967     | 1967-002A         | 1967-002A    | KH-4A  | Bona imatge. |
| 1039        | OPS 4750      | 22 Feb 1967     | 1967-015A         | 1967-015A    | KH-4A  | Missió normal KH-4. Llum de la càmera horitzó en ambdues càmeres principals durant el 1039-1. |
| 1040        | OPS 4779      | 30 Mar 1967     | 1967-029A         | 1967-029A    | KH-4A  | El nas del satèl·lit va volar per primera vegada. |
| 1041        | OPS 4696      | 9 Mai 1967      | 1967-043A         | 1967-043A    | KH-4A  | A causa del fracàs de la separació de l'impulsador, el satèl·lit va ser col·locat en una alta òrbita excèntrica. Hi va haver degradació de la imatge significativa. |
| 1042        | OPS 3559      | 16 Jun 1967     | 1967-062A         | 1967-062A    | KH-4A  | Petites zones van quedar desenfocades en la càmera davantera del 1042-1. |
| 1043        | OPS 4827      | 07 Ago 1967     | 1967-076A         | 1967-076A    | KH-4A  | La pel·lícula de la càmera davantera va sortir dels rails en la passada 230D. Es va degradar la pel·lícula més enllà d'aquest punt. |
| 1044        | OPS 0562      | 02 Nov 1967     | 1967-109A         | 1967-109A    | KH-4A  | Totes les càmeres van operar correctament |
| 1045        | OPS 2243      | 24 Gen 1968     | 1968-008A         | 1968-008A    | KH-4A  | Totes les càmeres van operar satisfactòriament. |
| 1046        | OPS 4849      | 14 Mar 1968     | 1968-020A         | 1968-020A    | KH-4A  | Bona qualitat d'imatge en el 1046-1 i justa en el 1046-2. |
| 1047        | OPS 5343      | 20 Jun 1968     | 1968-052A         | 1968-052A    | KH-4A  | Imatges desenfocades en ambdues càmeres principals. |
| 1048        | OPS 0165      | 18 Set 1968     | 1968-078A         | 1968-078A    | KH-4A  | La pel·lícula de la càmera davantera es va separar i la càmera va fallar en la missió 1048-2 |
| 1049        | OPS 4740      | 12 Dec 1968     | 1968-112A         | 1968-112A    | KH-4A  | Pel·lícula degradada |
| 1050        | OPS 3722      | 19 Mar 1969     | 1969-026A         | 1969-026A    | KH-4A  | Va fallar a causa de les taxes excessiva anormal després de la revolució 22 |
| 1051        | OPS 1101      | 2 Mai 1969      | 1969-041A         | 1969-041A    | KH-4A  | Les imatges de les dues càmeres panoràmiques són massa suaus i no té vivacitat i nitidesa en les vores. |
| 1052        | OPS 3531      | 22 Set 1969     | 1969-079A         | 1969-079A    | KH-4A  | Última missió KH-4A |
| 1101        | OPS 5089      | 15 Set 1967     | 1967-087A         | 1967-087A    | KH-4B  | Primera missió de la sèrie KH-4B. Millor pel·lícula fins ara. |
| 1102        | OPS 1001      | 09 Des 1967     | 1967-122A         | 1967-122A    | KH-4B  | Imatges desenfocades en la càmera davantera |
| 1103        | OPS 1419      | 1 Mai 1968      | 1968-039A         | 1968-039B    | KH-4B  | Imatges desenfocades en ambdues càmeres principals. |
| 1104        | OPS 5955      | 07 Ago 1968     | 1968-065A         | 1968-065A    | KH-4B  | Millors imatges fins a la data del sistema KH-4. Els experiments en Bicolor i color infraroig foren conduïts en aquesta missió, incloent la pel·lícula de detecció de camuflatge SO-180 IR. |
| 1105        | OPS 1315      | 03 Nov 1968     | 1968-098A         | 1968-098A    | KH-4B  | La qualitat d'imatge és variable i mostra zones desenfocades i mogudes. |
| 1106        | OPS 3890      | 05 Feb 1969     | 1969-010A         | 1969-010A    | KH-4B  | La millor qualitat d'imatge fins ara |
| 1107        | OPS 3654      | 24 Jul 1969     | 1969-063A         | 1969-063A    | KH-4B  | la càmera davantera va fallar en la 1a passada i va romandre inoperativa durant la resta de la missió. |
| 1108        | OPS 6617      | 04 Des 1969     | 1969-105A         | 1969-105A    | KH-4B  | Les càmeres van operar satisfactòriament i la missió va proporcionar 247 m de pel·lícula en color aèria fins al final de la longitud del rollet. |
| 1109        | OPS 0440      | 04 Mar 1970     | 1970-016A         | 1970-016A    | KH-4B  | Les càmeres van operar satisfactòriament però la qualitat de la imatge global dels registres davanters i de popa és variable. |
| 1110        | OPS 4720      | 20 Mai 1970     | 1970-040A         | 1970-040A    | KH-4B  | La qualitat general de la imatge és menor que la proporcionada per les missions recents |
| 1111        | OPS 4324      | 23 Jun 1970     | 1970-054A         | 1970-054A    | KH-4B  | La qualitat d'imatge és bona. |
| 1112        | OPS 4992      | 18 Nov 1970     | 1970-098A         | 1970-098A    | KH-4B  | La càmera va fallar en la passada 104 i es va mantenir fora de servei durant la resta de la missió. |
| 1113        | OPS 3297      | 17 Feb 1971     | 1971-F01A         | 1971-F01     | KH-4B  | La missió fracassar a causa d'un error de l'impulsador Thor. Destruït poc després del llançament. |
| 1114        | OPS 5300      | 24 Mar 1971     | 1971-022A         | 1971-022A    | KH-4B  | La qualitat d'imatge és bona i comparable a la millor de les missions anteriors. El programa d'abord va fallar després de la passada 235 |
| 1115        | OPS 5454      | 10 Set 1971     | 1971-076A         | 1971-076A    | KH-4B  | La qualitat d'imatge en general és bona. |
| 1116        | OPS 5640      | 19 Abr 1972     | 1972-032A         | 1972-032A    | KH-4B  | Missió molt reeixida i la qualitat d'imatge és bona. |
| 1117        | OPS 6371      | 25 Mai 1972     | 1972-039A         | 1972-039A    | KH-4B  | Última missió KH-4B. Missió molt reeixida, no es va poder desplegar un panell solar i una fuita en el sistema de gas de l'Agena va retallar la durada de la missió de 19 a 6 dies |

## Galeria de fotografies

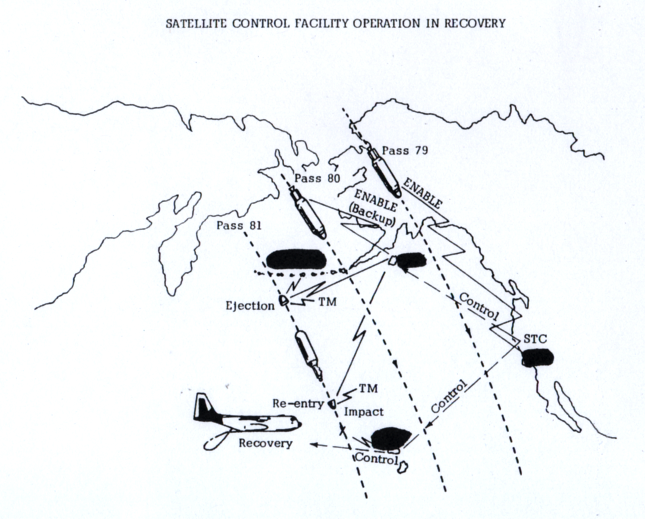
Operacions de la Força Aèria per a la recuperació
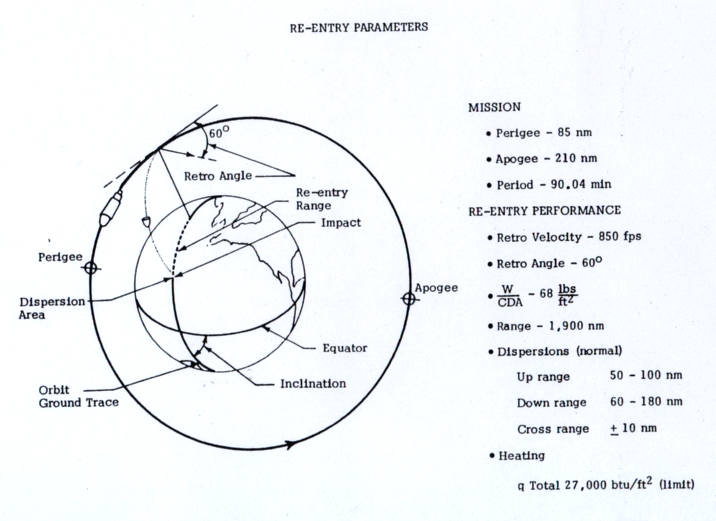
Paràmetres de reentrada del CORONA

## Cultura popular
La novel·la thriller de 1963 Ice Station Zebra i la seva adaptació cinematogràfica de 1968 van ser inpirats, en part, per les notícies del 17 d'abril de 1959, sobre la pèrdua d'una càpsula del satèl·lit Corona experimental (Discoverer II) que va aterrar prop de Spitzbergen el 13 d'abril. Mentre que els agents soviètics podrien haver recuperat el vehicle, és més probable que la càpsula hagi caigut a l'aigua i s'hagi enfonsat.